# ثعابين جلدية
ثعابين جلدية أو عديمات الأرجل الجلدية (الاسم العلمي: Dermophiidae)، فصيلة من عديمات الأرجل.أعطانها في أمريكا الوسطى وأمريكا الجنوبية وإفريقيا.هي مثل غيرها من عديمات الأرجل، تشبه الديدان أو الثعابين بشكل سطحي.